# بهرغ بالا (تخت بندر عباس)
بهرغ بالا (بالفارسية: بهرغ بالا) هي قرية تقع في إيران في قسم تخت الريفي. يقدر عدد سكانها بـ 257 نسمة .